# إنريكي أوسيس
إنريكي أوسيس (بالإسبانية: Enrique Osses) (مواليد 26 مايو 1974) حكم كرة قدم تشيلي . منذ اعتماده حكما دوليا من قبل الاتحاد الدولي لكرة القدم قام بإدارة مباريات في بطولات كوبا سود أمريكانا، كأس ليبرتادوريس، تصفيات أمريكا الجنوبية لكأس العالم لكرة القدم 2010، وأمريكا الجنوبية للشباب 2009 .

## روابط خارجية
- إنريكي أوسيس على موقع Soccerway.com (الإنجليزية)